# Longitarsus postremus
Longitarsus postremus är en skalbaggsart som beskrevs av Horn 1889. Longitarsus postremus ingår i släktet Longitarsus och familjen bladbaggar. Inga underarter finns listade i Catalogue of Life.